# Сингайр
Сингайр (бенг. সিঙ্গাইর, англ. Singair) — город в центральной части Бангладеш, административный центр одноимённого подокруга. Площадь города равна 8,31 км². По данным переписи 2001 года, в городе проживало 13 567 человек, из которых мужчины составляли 50,62 %, женщины — соответственно 49,38 %. Уровень грамотности населения составлял 29,9 % (при среднем по Бангладеш показателе 43,1 %). 